# Михайлов Максим Русланович
Макси́м Русла́нович Миха́йлов (24 серпня 1990, Васильків, Київська область, УРСР ― 25 грудня 2022, Брянська область, Росія) — сапер диверсійно-розвідувальної групи батальйону «Братство», член політичної партії Братство (діяла у складі спецпідрозділу Тимура ГУР МО України), учасник АТО та російсько-української війни.

## Життєпис
Народився 24 серпня 1990 року у Василькові Київської області. Батько, авіатехнік, працював на Бориспільському аеродромі, а до цього служив у Тарту, в бомбардувальній дивізії генерал-майора Джохара Дудаєва, мати — інженер на телефонній станції. Є сестра .
2010 року закінчив Васильківський коледж авіаційного університету за фахом «радіоелектронне обслуговування повітряних суден». Вступив до педуніверситету ім. Драгоманова, звідки через два роки відрахували за неуспішність.
25 січня 2013 року затриманий разом з Тарасом Карпюком у Невинномиську; заарештований на 15 діб за спробу участі в акції протесту проти кремлівської влади на Кубані.
Активний учасник люлькового руху в Україні. Брав участь у Відкритих чемпіонатах з повільного куріння люльки та інших заходах Української асоціації люлькових клубів.
Учасник Революції гідності, АТО та російсько-української війни. Воював у складі роти Ісуса Христа, потім роти Діви Марії капралом поліції до 2016 року.
Наприкінці 2017 року знявся як актор епізодичних сцен у фільмі режисера Павла Когута «Посттравматична рапсодія» — екранізації однойменної п'єси Дмитра Корчинського. Серед акторів стрічки багато бійців добровольчих батальйонів та Збройних сил України.
Як оператор і журналіст працював на YouTube-каналі "Всесвітнє Броварське телебачення" .
Загинув 25 грудня 2022 року під час виконання бойового завдання на території Брянської області Російської Федерації разом зі своїми побратимами Юрієм Горовцем, Богданом Ляговим і Тарасом Карпюком. За попередньою інформацією група загинула, натрапивши в транспортному засобі на мінне поле. За іншою інформацією група загинула під час бою. За повідомленням ГУР: "Непийпиво, Святоша, Тарасій та Аполлон відмовились здатись в полон російським військам, зайняли кругову і героїчно прийняли останній бій 25 грудня 2022 року.  ГУР МО України: "Непийпиво. Тарасій. Святоша. Аполлон — розвідники, які серед перших перенесли війну на територію ворога. Їхні історії та внесок у спільну справу боротьби за Україну залишиться дороговказом для усіх наступних поколінь захисників нашої свободи й державності так само, як гасло холодноярців та вояків УПА — “Воля України або смерть”. 25 грудня 2022 року диверсійна група Непийпива, Тарасія, Святоші та Аполлона здійснювала глибинний рейд з таємним завданням на підконтрольній ворогу території. Зіткнувшись з російськими військами, четверо розвідників відмовились здаватись в полон і прийняли останній бій. Вічна слава і честь розвідникам, полеглим на війні за волю української нації!".
22 лютого 2023 року батальйон «Братство» повідомив про повернення в Україну тіл чотирьох бійців, які загинули на ворожій території.

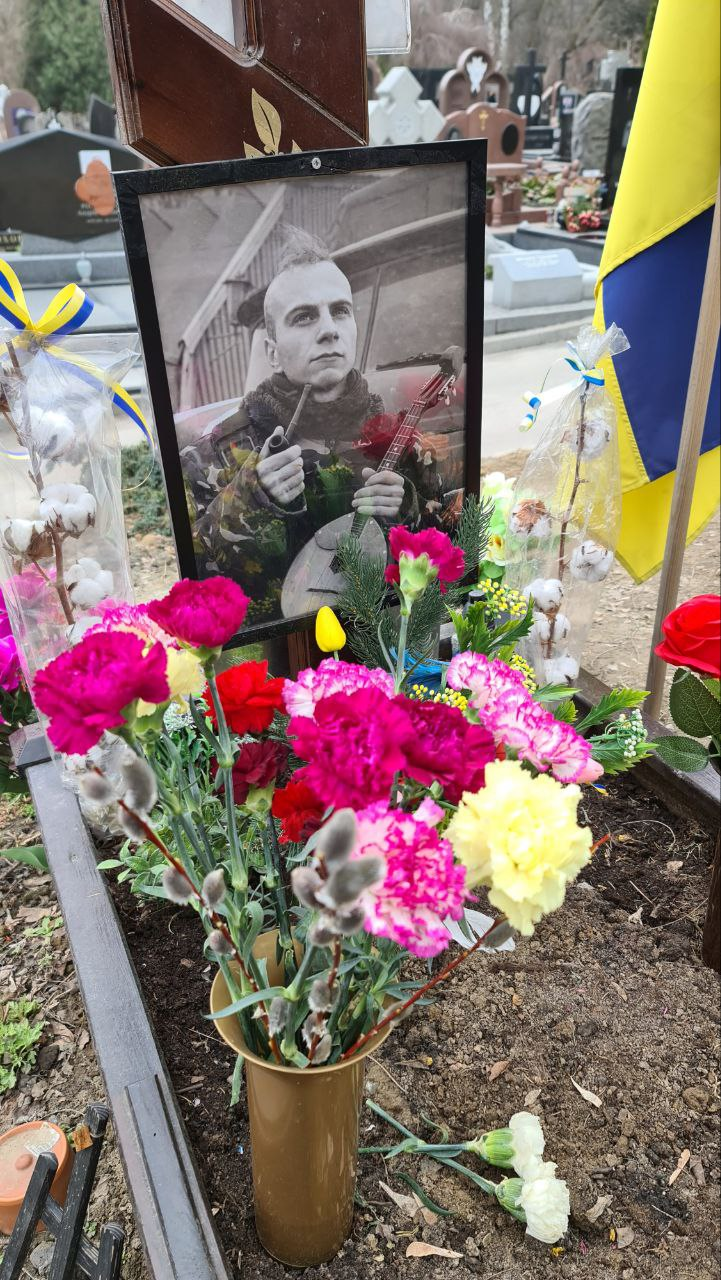
Могила Максима Михайлова, Байкове кладовище (ділянка 27а), Київ

7 березня 2023 року в Києві в Михайлівському Золотоверхому соборі відбулося відспівування загиблих, а згодом — прощання на Майдані Незалежності. Похований на Байковому кладовищі (ділянка 27а).
"Українська правда": — "Про життя бійця, який любив лицарську бувальщину, курив люльки, грав на кобзі, варив каву. Та був одним із перших, хто переніс війну на територію ворога".: "Партизан із Василькова. Про що мовчав Максим "Непийпиво" з ДРГ Святоші, що полягла на Брянщині".

## Вшанування пам'яті
30 грудня 2022 року на офіційному інтернет-представництві Президента України оприлюднена петиція № 22/174768-еп «щодо присвоєння почесного звання Герой України посмертно учасникам української диверсійно-розвідувальної групи Максиму Михайлову, Юрію Горовцю, Тарасу Карпюку та Богдану Лягову, які сміливо та рішуче діяли на території ворога і там же героїчно загинули 25 грудня 2022 року на кордоні з Брянською областю в ході чергового бойового виходу». 29 січня 2023 року під петицією зібрано більше 25000 голосів, необхідних для розгляду.
22 лютого 2023 року петиція була підтримана Президентом України Володимиром Зеленським, який звернувся до Прем'єр-міністра України Дениса Шмигаля з проханням комплексно опрацювати порушене питання, про результати поінформувати Президента та автора петиції.
Має нагороди від Міністерства оборони України: Відзнака Міністерства оборони України — нагрудний знак «Знак пошани»

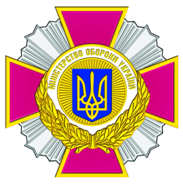
«Знак пошани»

#### В літературі
Героям батальйону «Братство» — Юрію Горовцю (Святоші), Максиму Михайлову (Непийпиво), Тарасу Карпюку (Тарасію) та Богдану Лягову (Аполлону), присвячені вірші тощо.